# Elina Benckert
Elina Maria Margareta Benckert, född 9 februari 1853 i Luleå stadsförsamling, Norrbottens län,  död 23 september 1938 i Gustaf Vasa församling, Stockholm, var en svensk pedagog. 
Benkert grundade Luleå elementarläroverk för flickor och var den lokala pionjären för flickors utbildning i Luleå, där hon hade en framstående ställning i lokalsamhället. Hon var skolans föreståndare 1875–1909. 

## Biografi
Elina Benckert var dotter till konsuln Henrik August Benckert och Paulina Govenius. Hon blev i början av 1870-talet, efter sin fars död, verksam som lärare i Luleå, där hon grundade sin egen flickskola. 1875 grundades på hennes initiativ Luleå elementarläroverk för flickor, genom en sammanslagning av hennes egen skola och den som grundats av hennes tidigare konkurrent, Ester Lönnegren. Benckert blev skolans föreståndare, och skötte den ensam sedan Lönnegren 1883 lämnat Luleå. Verksamheten bedrevs först från olika privathus, 1880–1897 i stadens folkskola, och från 1897 i en egen lokal, som finansierats av staden med landshövdingens stöd. 
Elina Benckert utvecklade skolan för att motsvara samtidens krav på en fullständig högre flickskola eller läroverk. Hon beskrivs som anspråkslös och lågmäld som person, men med en stilla religiositet som genomsyrade även hennes undervisning, och med en förmåga att hålla disciplinen utan att höja rösten. Hon prioriterade kristendomsundervisning, moral och hushållskunskaper, men uppfyllde också kraven på noggrann undervisning i akademiska ämnen: särskilt hennes språkundervisning ansågs framstående, eftersom hon tidigt anslöt sig till den då allt mer vinnande metoden att undervisa i språkets uttal genom att hålla lektionen på det språk det gällde, snarare än att enbart studera grammatik, som då annars var vanligt. Hon överlät sitt föreståndarskap på Anna Svensson 1909. 
Hon hade personligen stort inflytande i lokalsamhället och blev på sin 50-årsdag 1903 firad av landshövdingen och Luleå stad på stadshotellet.